# Saint-Étienne-de-Tulmont
Saint-Étienne-de-Tulmont település Franciaországban, Tarn-et-Garonne megyében. Lakosainak száma 4050 fő (2022. január 1.). Saint-Étienne-de-Tulmont Albias, Génébrières, Léojac, Montauban, Nègrepelisse és Vaïssac községekkel határos.

## Népesség
A település népessége az elmúlt években az alábbi módon változott:
| Lakosok száma | 3719 | 3741 | 3825 | 3788 | 3863 | 3901 | 3965 | 4029 | 4050 |
|               | 2013 | 2015 | 2016 | 2017 | 2018 | 2019 | 2020 | 2021 | 2022 |